# Gladys Quander Tancil
Gladys Rebecca Quander Tancil (Washington D. C., 31 de enero de 1921-Alexandria, 5 de noviembre de 2002) fue una guía turística estadounidense que fue la primera afroestadounidense en trabajar como intérprete histórica en Mount Vernon, la finca de George Washington. Trabajó para mejorar la interpretación que rodeaba a los esclavos que poseía Washington.

## Historia familiar
Gladys Quander Tancil es parte de la familia Quander, que se cree que es la familia afroestadounidense documentada más antigua de los Estados Unidos. Varios de los antepasados de Gladys Quander Tancil fueron esclavos en Mount Vernon. Sukey Bay vivió y trabajó en River Farm, una de las granjas de George Washington adyacente a la mansión principal. Una de sus hijas, Nancy Quander, trabajaba como hilandera en la plantación de George Washington, Mount Vernon.
La madre de Tancil, Alice Cordelia Smith, también trabajó en Mount Vernon desde 1930 hasta 1962. Smith, su hermana y su tía trabajaban como limpiadoras de casas, papel que Tancil compartió antes de convertirse en intérprete.

## Carrera
La primera carrera de Tancil fue en el servicio del gobierno, primero en la Oficina de Manejo de Emergencias y luego en la Oficina de Grabado e Impresión, y el Departamento de la Armada.
Después de su retiro en 1975, regresó a Mount Vernon para trabajar como intérprete histórica a tiempo parcial, que es por lo que es conocida. De 1975 a 1994, fue la única intérprete negra del personal.
Tancil fue uno de los miembros del personal que dirigió la gira «Slave Life» en Mount Vernon a partir de abril de 1995. Este recorrido se centró en la vida de personas como Nancy Quander e incluyó lugares donde los esclavos vivían y trabajaban en la plantación, como la casa de sal y la sala de hilado. Tancil no fue la única en dar estos recorridos, pero los visitantes la solicitaban con frecuencia.